# 오스트레일리아 육군참모대학교

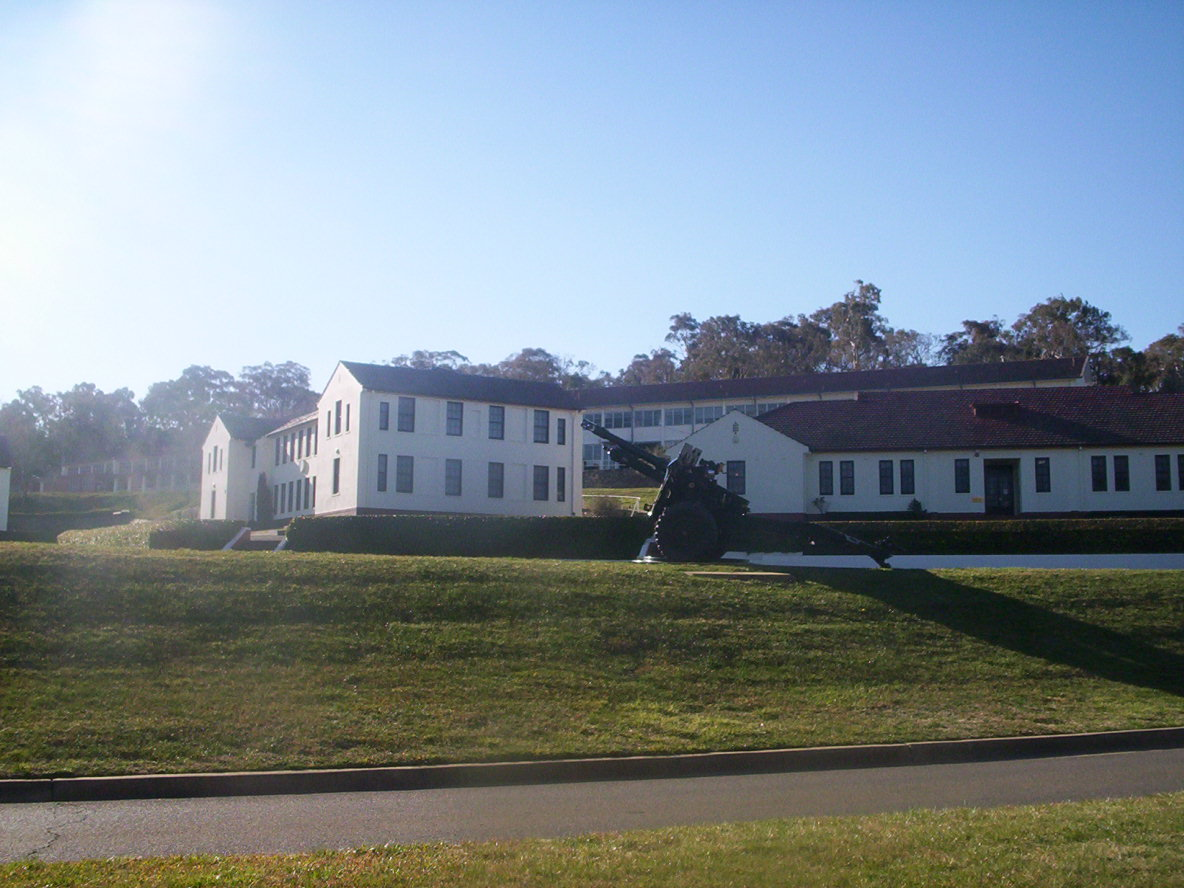

호주 육군참모대학교(Royal Military College, Duntroon)는 호주 캔버라에 있는 국립 육군군사참모대학교이며 1911년 6월 27일에 첫 설립되었다.

## 같이 보기
- 오스트레일리아 해군
- 오스트레일리아 공군
- 오스트레일리아 공군사관학교
- 오스트레일리아 국방참모대학교
- 오스트레일리아 해군지휘참모대학교
- 오스트레일리아 왕립 공군대학교